# Ipomoea elythrocephala
Ipomoea elythrocephala är en vindeväxtart som beskrevs av Hallier f. Ipomoea elythrocephala ingår i släktet praktvindor, och familjen vindeväxter. Inga underarter finns listade i Catalogue of Life.